# Campionati italiani assoluti di ginnastica artistica 2015
I Campionati Assoluti di ginnastica artistica 2015 sono la 77ª edizione dei Campionati italiani assoluti di ginnastica artistica. Si svolgono a Torino, al Palavela, il 26 e 27 settembre 2015.

## Programma
- Sabato 26: concorso generale
- Domenica 27: finale di specialità

## Podi
| Evento                 | Oro                | Punti          | Argento           | Punti          | Bronzo             | Punti          |
| Podio maschile         | Podio maschile     | Podio maschile | Podio maschile    | Podio maschile | Podio maschile     | Podio maschile |
| ---------------------- | ------------------ | -------------- | ----------------- | -------------- | ------------------ | -------------- |
| Concorso individuale   | Ludovico Edalli    | 86,950         | Nicola Bartolini  | 84,450         | Andrea Cingolani   | 83,700         |
| Corpo libero           | Tommaso De Vecchis | 14,200         | Enrico Pozzo      | 14,100         | Nicola Bartolini   | 14,100         |
| Cavallo con maniglie   | Alberto Busnari    | 14,900         | Paolo Principi    | 14,650         | Mattia Tamiazzo    | 14,150         |
| Anelli                 | Andrea Cingolani   | 14,450         | Marco Sarrugerio  | 14,400         | Paolo Ottavi       | 14,400         |
| Volteggio              | Lorenzo Pisano     | 13,950         | Salvatore Maresca | 13,850         | Andrea Cingolani   | 13,825         |
| Parallele simmetriche  | Ludovico Edalli    | 14,700         | Mattia Tamiazzo   | 14,150         | Matteo Levantesi   | 14,100         |
| Sbarra                 | Enrico Pozzo       | 14,450         | Mattia Tamiazzo   | 14,300         | Paolo Principi     | 14,000         |
| Podio femminile        |                    |                |                   |                |                    |                |
| Concorso individuale   | Tea Ugrin          | 56,050         | Elisa Meneghini   | 55,750         | Erika Fasana       | 55,650         |
| Corpo libero           | Erika Fasana       | 14,750         | Elisa Meneghini   | 14,600         | Carlotta Ferlito   | 14,400         |
| Trave                  | Carlotta Ferlito   | 14,800         | Lara Mori         | 14,100         | Elisa Meneghini    | 13,850         |
| Parallele asimmetriche | Martina Rizzelli   | 14,650         | Giada Grisetti    | 13,900         | Giorgia Campana    | 13,900         |
| Volteggio              | Sofia Busato       | 13,975         | Adriana Crisci    | 13,875         | Desiree Carofiglio | 13,750         |